# سيريل كالي
سيريل كالي (بالفرنسية: Cyril Kali)‏ هو لاعب كرة قدم فرنسي، ولد في 21 يناير 1984 في بيزنسون في فرنسا. لعب مع نادي أستيراس تريبوليس ونادي بانيتوليكوس ونادي لاريسا ونادي ليلستروم ونادي ليل.

## وصلات خارجية
- سيريل كالي على موقع قاعدة بيانات كرة القدم.إي يو (الإنجليزية)
- سيريل كالي على موقع ناشيونال فوتبول تيمز (الإنجليزية)
- سيريل كالي على موقع Soccerway.com (الإنجليزية)
- سيريل كالي على موقع عالم كرة القدم.نت (الإنجليزية)